# Гіпогамія
Гіпогамія — соціальний або психологічний феномен, коли людина вступає у шлюб або стосунки з партнером, який має нижчий соціальний, економічний або освітній статус у порівнянні з нею самою. Тобто це вибір партнера «нинішчого статусу» за різними критеріями.
Цей термін часто використовується в соціології, психології та антропології для опису динаміки партнерських відносин, особливо коли йдеться про шлюбні союзи. Наприклад, жінка з вищою освітою або соціальним статусом може обрати чоловіка з нижчим рівнем освіти або доходу — це приклад гіпогамії.
Гіпогамія протиставляється гіпергамії, коли людина обирає партнера з вищим статусом.
У психологічному контексті гіпогамія може розглядатися як чинник, що впливає на психологічну сумісність, динаміку влади у відносинах і соціальні ролі партнерів. Вона також пов'язана з культурними та соціальними нормами, які формують поведінкові моделі у виборі партнерів.
Таким чином, гіпогамія — це явище, що відображає вибір партнера з нижчим соціальним статусом, і воно має як соціальні, так і психологічні аспекти.